# André Chervel
Pour les articles homonymes, voir Chervel.
André Chervel, né à Lille le 5 novembre 1931 et mort à Aix-en-Provence le 3 mars 2025, est un linguiste, grammairien et historien français.

## Biographie

### Carrière
André Chervel est agrégé de grammaire en 1955 et docteur ès lettres en 1977. Il enseigne à la faculté des lettres d'Aix-en-Provence puis aux États-Unis à l'Université de Californie à Santa Barbara de 1964 à 1973. De 1983 à 1997, il travaille à l'Institut national de recherche pédagogique.
On lui doit de nombreux ouvrages relatifs à l'histoire de l'enseignement en France. L'un des plus connus, écrit en collaboration avec Danièle Manesse (d), a pour titre La dictée : les Français et l’orthographe (1873-1987) (Paris, INRP & Calmann-Lévy, 1989).
En 2007, l’Académie française lui a décerné le Prix Guizot pour son Histoire de l’enseignement du français du XVIIe au XXe siècle, parue aux Éditions Retz en 2006. Par ailleurs, il a été fait en 2012 docteur honoris causa de l'Université de Genève.

### Famille
André Chervel est le frère de l'économiste Marc Chervel.

## Publications
- Et il fallut apprendre à écrire à tous les petits Français. Histoire de la grammaire scolaire, Paris, Payot, coll. « Langages et sociétés », 1977, 306 p. (ISBN 978-2-228-11950-4).
- L’Orthographe, Claire Blanche-Benveniste, André Chervel, Paris, INRP, Retz, Maspéro, 1978
- Histoire de l'agrégation. Contribution à l'histoire de la culture scolaire, Paris, Kimé, 1993, 300 p.
- Histoire de l’enseignement du français du XVIIe au XXe siècle, Éditions Retz, 2006.